# Adaga de ferro meteórico de Tutancâmon
A adaga de ferro meteórico de Tutancâmon, também conhecida como adaga de ferro de Tutancâmon e adaga do Rei Tut, é uma adaga com lâmina de ferro descoberta em 1925 no túmulo do antigo faraó egípcio Tutancâmon do século XIV AC, pelo arqueólogo Howard Carter. Como a composição e a homogeneidade do metal da lâmina correspondem ao de proveniente de meteoritos do tipo siderito, determina-se que o material para a lâmina tenha tal origem. A adaga está atualmente exposta no Museu Egípcio do Cairo.

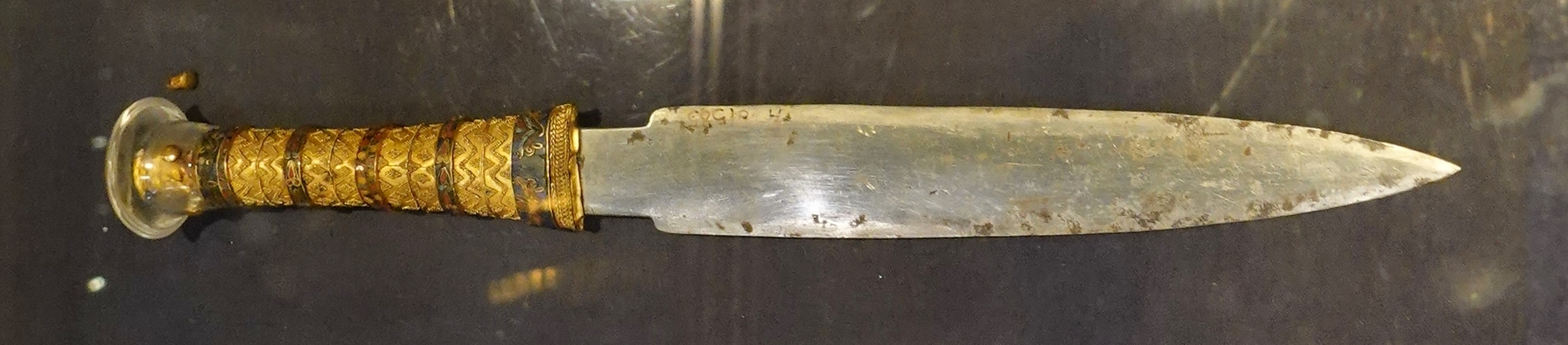
A lâmina da adaga é de ferro meteórico e seu cabo em ouro.

## Análise
Desde a década de 1960, o alto teor de níquel na lâmina foi aceito como indicativo de origem meteórica. Um estudo mais recente publicado em junho de 2016 derivado da análise do espectrômetro de fluorescência de raios X mostra que a composição da lâmina é principalmente ferro (Fe) e 11% de níquel (Ni) e 0,6% de cobalto (Co). Isso significa que sua composição está situada na mediana de um grupo de 76 meteoritos de ferro previamente descobertos.
O teor de níquel no metal da maioria dos meteoritos de ferro varia de 5% a 35%, enquanto nunca excede 4% em artefatos históricos de ferro de minérios terrestres produzidos antes do século XIX.
Além disso, a proporção de níquel para cobalto desta lâmina é comparável aos materiais de meteoritos de ferro.
Na época da mumificação do rei Tutancâmon em aproximadamente 1323 a.C. (na Idade do Bronze), a fundição e fabricação de ferro eram raras. Objetos de ferro eram usados apenas para fins artísticos, ornamentais, rituais, presentes e cerimoniais, bem como para pigmentação. Portanto, o ferro durante essa época era mais valioso ou precioso do que o ouro. Artefatos de ferro foram dados como presentes reais durante o período imediatamente anterior ao governo de Tutancâmon (ou seja, durante o reinado de Amenhotep III).